# Eureka (Illinois)
Eureka é uma cidade localizada no estado americano de Illinois, no Condado de Woodford.

## Demografia
Segundo o censo americano de 2000, a sua população era de 4871 habitantes.
Em 2006, foi estimada uma população de 5161, um aumento de 290 (6.0%).

## Geografia
De acordo com o United States Census Bureau tem uma área de
7,1 km², dos quais 7,0 km² cobertos por terra e 0,1 km² cobertos por água. Eureka localiza-se a aproximadamente 226 m acima do nível do mar.

## Localidades na vizinhança
O diagrama seguinte representa as localidades num raio de 16 km ao redor de Eureka.